# Haploclastus ajithii
Espèce
Haploclastus ajithii est une espèce d'araignées mygalomorphes de la famille des Theraphosidae.

## Distribution
Cette espèce est endémique du Tamil Nadu en Inde,. Elle se rencontre vers Valparai et Akkamalai.

## Description
La carapace de la femelle holotype mesure 11,0 mm de long sur 8,0 mm et l'abdomen 14,1 mm de long sur 9,5 mm.

## Systématique et taxinomie
Cette espèce a été décrite par Mirza en 2024.

## Étymologie
Cette espèce est nommée en l'honneur d'Ajith Kumar.

## Publication originale
- Mirza, 2024 : « Systematics of the Western Ghats endemic tarantula subfamily Thrigmopoeinae with the description of a new genus and four new species. » Travaux du Muséum National d'Histoire Naturelle Grigore Antipa, vol. 67, no 2, p. 183-234.